# Johnson County (Iowa)
Das Johnson County ist ein County im US-amerikanischen Bundesstaat Iowa. Im Jahr 2020 hatte das County 152.854 Einwohner und eine Bevölkerungsdichte von 96,1 Einwohnern pro Quadratkilometer. Der Verwaltungssitz (County Seat) ist Iowa City, das mit diesem Namen als Hauptstadt des Iowa-Territoriums gegründet wurde.
Das Johnson County liegt im Norden der Metropolregion um die Stadt Iowa City.

## Geografie
Das County liegt im mittleren Osten von Iowa und hat eine Fläche von 1614 Quadratkilometern, wovon 23 Quadratkilometer Wasserfläche sind.
Im Zentrum wird es vom Iowa River durchflossen, einem rechten Nebenfluss des Mississippi. Der Cedar River, der weiter südöstlich des Countys in den Iowa River mündet, fließt durch den äußersten Nordosten des Countys.
An das Johnson County grenzen folgende Nachbarcountys:
| Benton County | Linn County       | Cedar County     |
| Iowa County   |                   | Muscatine County |
|               | Washington County | Louisa County    |

## Geschichte

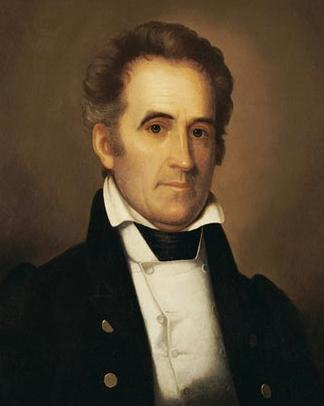
Richard M. Johnson, neunter Vizepräsident der USA, ehemaliger Namensgeber von Johnson County (1837–2020)

Das Johnson County wurde am 21. Dezember 1837 aus ehemaligen Teilen des Des Moines County im damaligen Wisconsin-Territorium gebildet. Ursprünglich wurde es nach Richard M. Johnson (1780–1850), dem neunten Vizepräsidenten der USA (1837–1841) benannt. Im Zuge der Black Lives Matter-Bewegung kam es im Johnson County zu einer Debatte um dessen Namen. Dabei wurde an der Namensgebung kritisiert, dass es sich bei Johnson um einen Sklavenhalter aus Kentucky handelt, der erstens keinen regionalen Bezug zu Iowa hat, und ihm zweitens die Veranlassung von Gewaltakten gegen Afroamerikaner sowie eine generell rassistische Grundhaltung attestiert werden.

Anstatt den Namen Johnson County zu ändern, beschloss das Johnson County Board of Supervisors  daraufhin im Jahre 2020, dass von nun an die Historikerin Lulu M. Johnson als Namenspatronin des County gelten soll. Aus Iowa stammend, war Lulu Johnson die erste afroamerikanische Frau die in dem Bundesstaat promovierte und gilt als Pionierin der Schwarzen Geschichtswissenschaften in den USA.

## Bevölkerung
Nach der Volkszählung im Jahr 2010 lebten im Johnson County 130.882 Menschen in 50.733 Haushalten. Die Bevölkerungsdichte betrug 82,3 Einwohner pro Quadratkilometer. In den 50.733 Haushalten lebten statistisch je 2,31 Personen.
Ethnisch betrachtet setzte sich die Bevölkerung zusammen aus 85,6 Prozent Weißen, 4,8 Prozent Afroamerikanern, 0,2 Prozent amerikanischen Ureinwohnern, 5,2 Prozent Asiaten sowie aus anderen ethnischen Gruppen; 2,3 Prozent stammten von zwei oder mehr Ethnien ab. Unabhängig von der ethnischen Zugehörigkeit waren 4,7 Prozent der Bevölkerung spanischer oder lateinamerikanischer Abstammung.
19,8 Prozent der Bevölkerung waren unter 18 Jahre alt, 71,6 Prozent waren zwischen 18 und 64 und 8,6 Prozent waren 65 Jahre oder älter. 50,0 Prozent der Bevölkerung war weiblich.

Das jährliche Durchschnittseinkommen eines Haushalts lag bei 48.955 USD. Das Prokopfeinkommen betrug 26.987 USD. 16,6 Prozent der Einwohner lebten unterhalb der Armutsgrenze.

## Ortschaften im Johnson County
Citys
| - Coralville - Hills - Iowa City - Lone Tree | - North Liberty - Oxford - Shueyville - Solon | - Swisher - Tiffin - University Heights - West Branch1 |

Census-designated place (CDP)
- Frytown

Andere Unincorporated Communities
| - Amish - Cosgrove - Cou Falls - Morse | - Oakdale - Oasis - River Junction - Sharon Center | - Sutliff - Twin View Heights - Windham |

1 – überwiegend im Cedar County

## Gliederung
Das Johnson County ist in 21 Townships eingeteilt:
| Township             | Einw. (2010) | FIPS     |
| -------------------- | ------------ | -------- |
| Big Grove Township   | 3736         | 19-90240 |
| Cedar Township       | 534          | 19-90543 |
| Clear Creek Township | 5294         | 19-90714 |
| East Lucas Township  | 551          | 19-91119 |
| Fremont Township     | 1743         | 19-91479 |
| Graham Township      | 489          | 19-91599 |
| Hardin Township      | 530          | 19-91836 |

| Township           | Einw. (2010) | FIPS     |
| ------------------ | ------------ | -------- |
| Jefferson Township | 4122         | 19-92229 |
| Liberty Township   | 1104         | 19-92463 |
| Lincoln Township   | 205          | 19-92562 |
| Madison Township   | 3047         | 19-92766 |
| Monroe Township    | 562          | 19-92973 |
| Newport Township   | 2169         | 19-93093 |
| Oxford Township    | 1670         | 19-93249 |

| Township                 | Einw. (2010) | FIPS     |
| ------------------------ | ------------ | -------- |
| Penn Township            | 23.549       | 19-93285 |
| Pleasant Valley Township | 269          | 19-93417 |
| Scott Township           | 2144         | 19-93789 |
| Sharon Township          | 1291         | 19-93831 |
| Union Township           | 659          | 19-94224 |
| Washington Township      | 1200         | 19-94515 |
| West Lucas Township      | 8152         | 19-94686 |

Die Stadt Iowa City gehört keiner Township an.